# Baltische Beker 1930
De Baltische Beker van 1930 was de 3e editie van de Baltische Beker. Het toernooi werd gehouden van 15 tot en met 17 augustus 1930 in Kaunas, Litouwen. Litouwen werd kampioen.

## Eindstand
| Team     | Gsp | W | G | V | DV | DT | DS | Ptn |
| -------- | --- | - | - | - | -- | -- | -- | --- |
| Litouwen | 2   | 1 | 1 | 0 | 5  | 4  | +1 | 3   |
| Letland  | 2   | 1 | 1 | 0 | 6  | 5  | +1 | 3   |
| Estland  | 2   | 0 | 0 | 2 | 3  | 5  | –2 | 0   |

## Wedstrijden
|                                                  |                                              |       |                    |                                                                                      |
| 15 augustus «onderlinge duels» 17:00 uur (UTC+2) | Litouwen                                     | 2 – 1 | Estland            | Kariuomenės Stadionas, Kaunas Toeschouwers: 2.600 Scheidsrechter: Georg Muntau (GER) |
| 15 augustus «onderlinge duels» 17:00 uur (UTC+2) | Jaroslavas Citavičius 65' Antanas Lingis 67' |       | 49' Friedrich Karm | Kariuomenės Stadionas, Kaunas Toeschouwers: 2.600 Scheidsrechter: Georg Muntau (GER) |

|                                                  |                                                              |       |                                      |                                                                                      |
| 16 augustus «onderlinge duels» 17:00 uur (UTC+2) | Letland                                                      | 3 – 2 | Estland                              | Kariuomenės Stadionas, Kaunas Toeschouwers: 3.500 Scheidsrechter: Georg Muntau (GER) |
| 16 augustus «onderlinge duels» 17:00 uur (UTC+2) | Ērihs Pētersons 11' Voldemārs Žins 15' Fricis Dambrēvics 56' |       | 18' Eugen Einmann 38' Friedrich Karm | Kariuomenės Stadionas, Kaunas Toeschouwers: 3.500 Scheidsrechter: Georg Muntau (GER) |

|                                                  |                                                                     |       |                               |                                                                                      |
| 17 augustus «onderlinge duels» 16:30 uur (UTC+2) | Litouwen                                                            | 3 – 3 | Letland                       | Kariuomenės Stadionas, Kaunas Toeschouwers: 5.000 Scheidsrechter: Georg Muntau (GER) |
| 17 augustus «onderlinge duels» 16:30 uur (UTC+2) | Jaroslavas Citavičius 32' Antanas Lingis 46' Stepas Chmelevskis 89' |       | 37', 61', 64' Ērihs Pētersons | Kariuomenės Stadionas, Kaunas Toeschouwers: 5.000 Scheidsrechter: Georg Muntau (GER) |

## Kampioen
| Kampioen 1930     |
| ----------------- |
| Litouwen 1e titel |